# La Courtine
Cet article possède un paronyme, voir Courtine.
 (juillet 2013).
La Courtine est une commune française située dans le département de la Creuse, en région Nouvelle-Aquitaine.

## Géographie

### Généralités
- 1Carte dynamique
- 2Carte OpenStreetMap
- 3Carte topographique
- 4Carte avec les communes environnantes

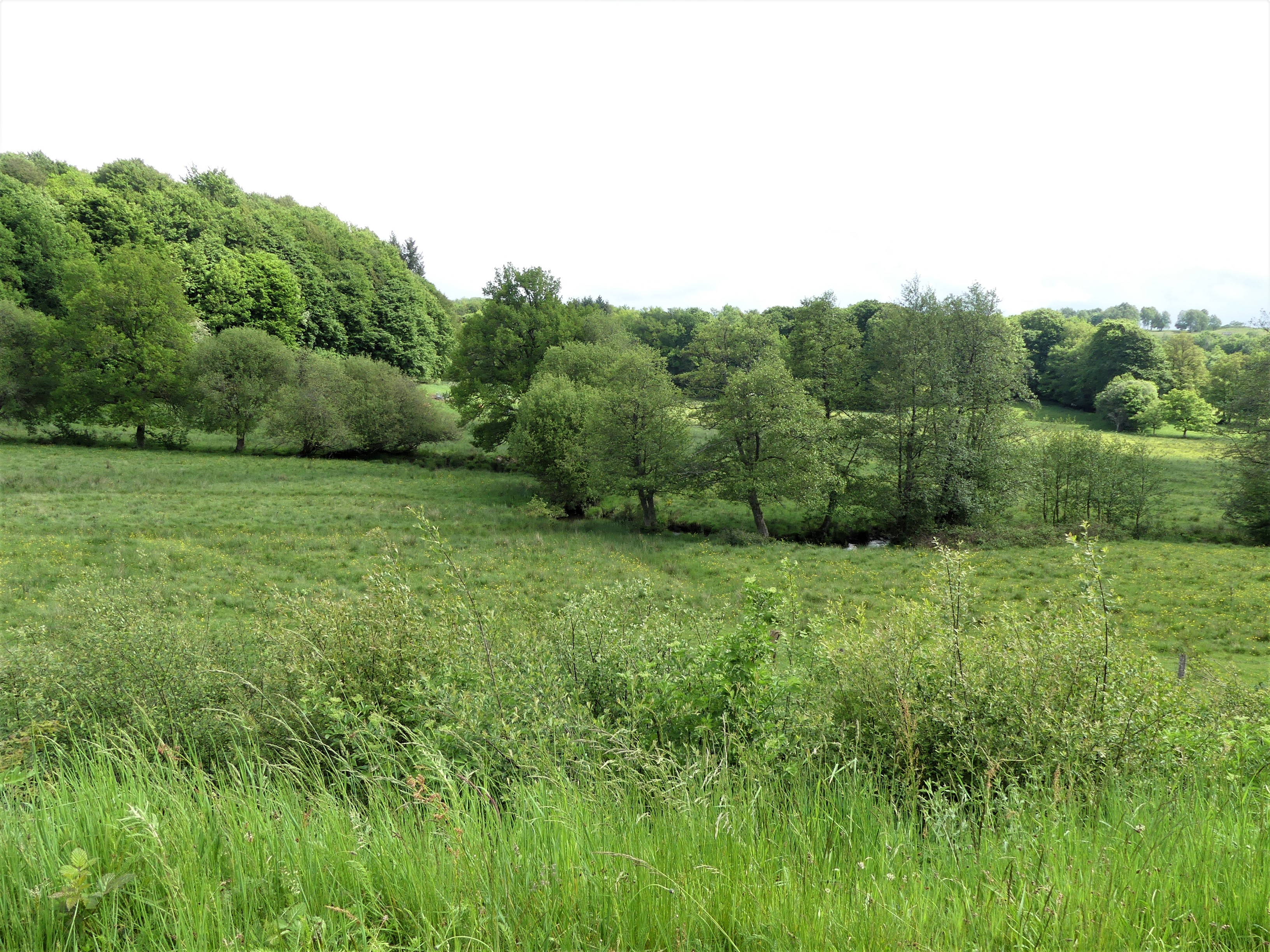
La vallée de la Liège à La Courtine.

Dans le quart sud-est du département de la Creuse, dans le parc naturel régional de Millevaches en Limousin, du plateau de Millevaches à l'ouest au plateau de la Courtine à l'est, la commune de La Courtine s'étend sur 41,42 km2. Elle est arrosée par la Liège et ses affluents ainsi que, au nord, par le ruisseau de Vergneredonde, affluent de la Rozeille, et le ruisseau du Breuil, affluent de la Creuse.
L'altitude minimale 714 mètres se trouve localisée à l'extrême sud, près du lieu-dit le Moulin de Descamps, là où la Liège quitte la commune et entre en Corrèze sur celle de Saint-Rémy. L'altitude maximale avec 895 mètres est située au nord, au puy des Chaumes.
À l'intersection des routes départementales (RD) 25, 29, 982 et 996, le bourg de La Courtine est situé, en distances orthodromiques, dix-sept kilomètres au nord d'Ussel et trente kilomètres au sud-sud-est d'Aubusson.
Le territoire communal est également desservi par les RD 23 et 28.

### Communes limitrophes
La Courtine est limitrophe de huit autres communes, dont deux dans le département de la Corrèze.
Au nord, son territoire est distant de 600 mètres de celui de Poussanges.
| Clairavaux       | Magnat-l'Étrange     | Beissat                   |
| Le Mas-d'Artige  | La Courtine          | Saint-Oradoux-de-Chirouze |
| Sornac (Corrèze) | Saint-Rémy (Corrèze) | Saint-Martial-le-Vieux    |

### Climat
Pour des articles plus généraux, voir Climat de la Nouvelle-Aquitaine et Climat de la Creuse.
Historiquement, la commune est exposée à un climat montagnard.  
En 2020, Météo-France publie une typologie des climats de la France métropolitaine dans laquelle la commune est exposée à un climat de montagne et est dans la région climatique  Ouest et nord-ouest du Massif Central, caractérisée par une pluviométrie annuelle de 900 à 1 500 mm, maximale en automne et en hiver.
Pour la période 1971-2000, la température annuelle moyenne est de 8,7 °C, avec  une amplitude thermique annuelle de 14,7 °C. Le cumul annuel moyen de précipitations est de 1 201 mm, avec 13,6 jours de précipitations en janvier et 8,3 jours en juillet. Pour la période 1991-2020, la température moyenne annuelle observée sur la station météorologique installée sur la commune est de 9,3 °C et le cumul annuel moyen de précipitations est de 1 092,6 mm,. Pour l'avenir, les paramètres climatiques de la commune estimés pour 2050 selon différents scénarios d’émission de gaz à effet de serre sont consultables sur un site dédié publié par Météo-France en novembre 2022.
| Mois                                  | jan.           | fév.             | mars           | avril           | mai             | juin            | jui.          | août          | sep.          | oct.          | nov.             | déc.             | année     |
| ------------------------------------- | -------------- | ---------------- | -------------- | --------------- | --------------- | --------------- | ------------- | ------------- | ------------- | ------------- | ---------------- | ---------------- | --------- |
| Température minimale moyenne (°C)     | −1,5           | −1,9             | 0,3            | 2,4             | 5,9             | 9,2             | 10,8          | 10,5          | 7,3           | 5,2           | 1,4              | −0,8             | 4,1       |
| Température moyenne (°C)              | 2,2            | 2,5              | 5,5            | 8               | 11,7            | 15,3            | 17,2          | 17,1          | 13,4          | 10,1          | 5,4              | 2,8              | 9,3       |
| Température maximale moyenne (°C)     | 5,8            | 6,8              | 10,7           | 13,5            | 17,5            | 21,3            | 23,5          | 23,6          | 19,4          | 15            | 9,4              | 6,5              | 14,4      |
| Record de froid (°C) date du record   | −25 09.01.1985 | −22,4 01.02.1954 | −20,1 01.03.05 | −10 13.04.1958  | −5,6 07.05.1957 | −1,8 02.06.1975 | 0 02.07.1981  | −1 30.08.1986 | −4 20.09.1962 | −7,4 26.10.03 | −13,2 22.11.1998 | −18,8 26.12.1962 | −25 1985  |
| Record de chaleur (°C) date du record | 18,5 08.01.13  | 23,6 26.02.19    | 24,4 15.03.12  | 28,2 16.04.1949 | 30,1 21.05.22   | 35,6 27.06.11   | 36,3 23.07.19 | 36,3 04.08.03 | 33,1 04.09.23 | 30,3 01.10.23 | 23,8 02.11.1981  | 19 13.12.1994    | 36,3 2019 |
| Précipitations (mm)                   | 94,2           | 78,4             | 78,8           | 101             | 94,9            | 88              | 78,8          | 80,3          | 90,3          | 89,4          | 113,3            | 105,2            | 1 092,6   |

## Urbanisme

### Typologie
Au 1er janvier 2024, La Courtine est catégorisée commune rurale à habitat dispersé, selon la nouvelle grille communale de densité à 7 niveaux définie par l'Insee en 2022.
Elle est située hors unité urbaine et hors attraction des villes,.

### Occupation des sols
L'occupation des sols de la commune, telle qu'elle ressort de la base de données européenne d’occupation biophysique des sols Corine Land Cover (CLC), est marquée par l'importance des forêts et milieux semi-naturels (74,9 % en 2018), une proportion sensiblement équivalente à celle de 1990 (75,6 %). La répartition détaillée en 2018 est la suivante : 
forêts (56,5 %), milieux à végétation arbustive et/ou herbacée (18,4 %), prairies (14 %), zones humides intérieures (3,6 %), zones agricoles hétérogènes (2,9 %), zones industrielles ou commerciales et réseaux de communication (2,7 %), zones urbanisées (1,9 %). L'évolution de l’occupation des sols de la commune et de ses infrastructures peut être observée sur les différentes représentations cartographiques du territoire : la carte de Cassini (XVIIIe siècle), la carte d'état-major (1820-1866) et les cartes ou photos aériennes de l'IGN pour la période actuelle (1950 à aujourd'hui).

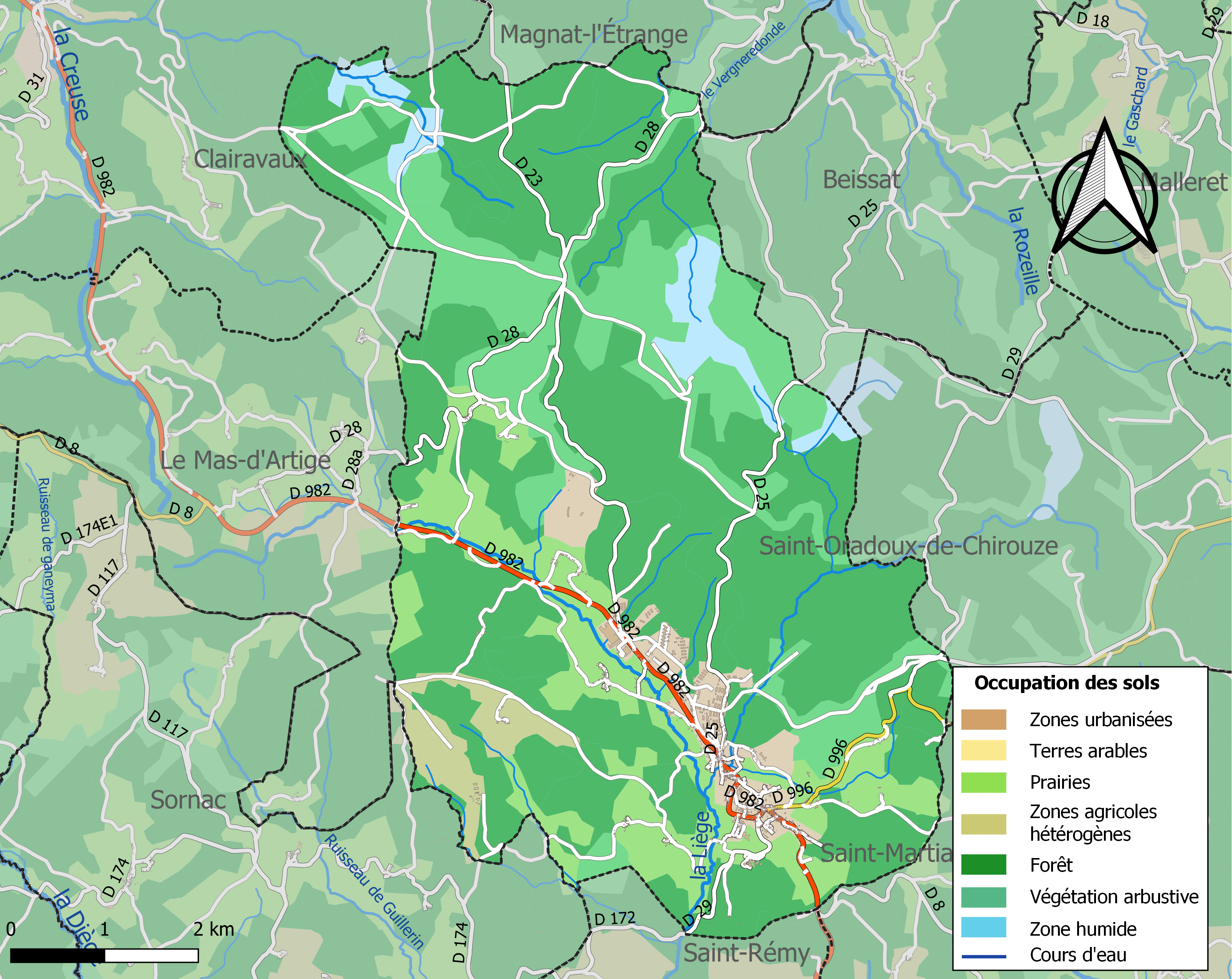
Carte des infrastructures et de l'occupation des sols de la commune en 2018 (CLC).

### Transports en commun
Ligne régionale 258 entre Montluçon et Felletin.

### Risques majeurs
Le territoire de la commune de La Courtine est vulnérable à différents aléas naturels : météorologiques (tempête, orage, neige, grand froid, canicule ou sécheresse) et séisme (sismicité très faible). Il est également exposé à un risque particulier : le risque de radon. Un site publié par le BRGM permet d'évaluer simplement et rapidement les risques d'un bien localisé soit par son adresse soit par le numéro de sa parcelle.

#### Risques naturels

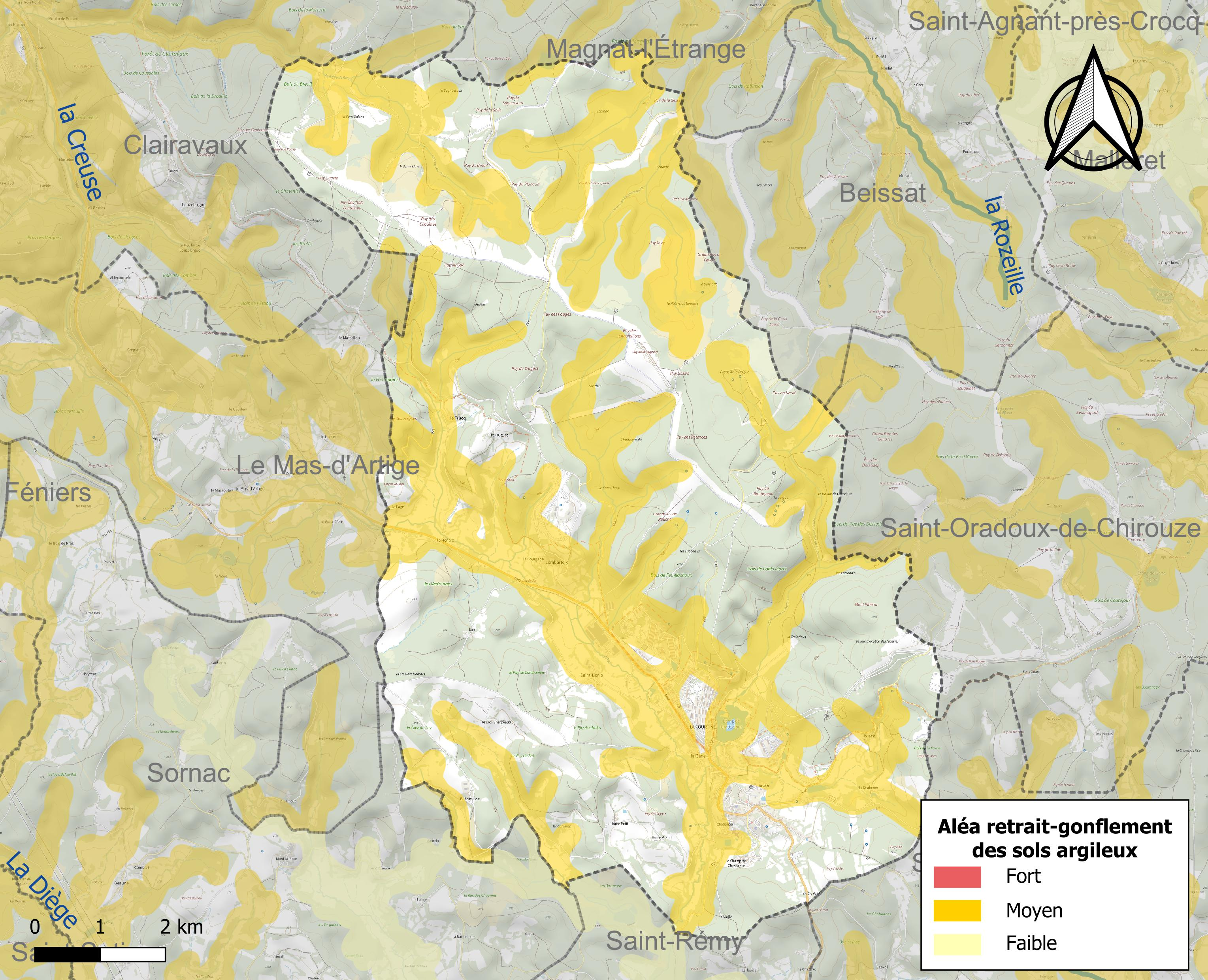
Carte des zones d'aléa retrait-gonflement des sols argileux de La Courtine.

Le retrait-gonflement des sols argileux est susceptible d'engendrer des dommages importants aux bâtiments en cas d’alternance de périodes de sécheresse et de pluie. 43,9 % de la superficie communale est en aléa moyen ou fort (33,6 % au niveau départemental et 48,5 % au niveau national). Sur les 368 bâtiments dénombrés sur la commune en 2019, 209 sont en aléa moyen ou fort, soit 57 %, à comparer aux 25 % au niveau départemental et 54 % au niveau national. Une cartographie de l'exposition du territoire national au retrait gonflement des sols argileux est disponible sur le site du BRGM,.
Par ailleurs, afin de mieux appréhender le risque d’affaissement de terrain, l'inventaire national des cavités souterraines permet de localiser celles situées sur la commune.
La commune a été reconnue en état de catastrophe naturelle au titre des dommages causés par les inondations et coulées de boue survenues en 1982 et 1999. Concernant les mouvements de terrains, la commune a été reconnue en état de catastrophe naturelle au titre des dommages causés par des mouvements de terrain en 1999.

#### Risque particulier
Dans plusieurs parties du territoire national, le radon, accumulé dans certains logements ou autres locaux, peut constituer une source significative d’exposition de la population aux rayonnements ionisants. Certaines communes du département sont concernées par le risque radon à un niveau plus ou moins élevé. Selon la classification de 2018, la commune de La Courtine est classée en zone 3, à savoir zone à potentiel radon significatif.

## Histoire
- Ancienne ville fortifiée dont les remparts furent détruits sous Louis XIII.
- Chef-lieu à Saint-Denis jusqu'à la Révolution.
- L'église de La Courtine, sous le patronage du monastère de Saint-Angel, était une annexe de celle de Saint-Denis.
- Camp militaire important depuis le début du XXe siècle (1901).
- Pendant la mutinerie des soldats russes à La Courtine en 1917, environ 8 000 soldats russes installèrent dans le camp une véritable république soviétique.
- Visite du maréchal Pétain le 7 juillet 1942.
- De 1959 à 1964, l'armée néerlandaise loue le camp pour y assurer l'instruction de ses corps d'armée.
- Le dimanche 14 octobre 1962, le général de Gaulle, président de la République, vient de Paris à La Courtine pour assister à la manœuvre d'Assas effectuée sur le camp[18].

### Les Hospitaliers
La Font Galand est signalée comme commanderie sur la carte de Cassini, lieu-dit d'une paroisse disparue de l'ordre de Saint-Jean de Jérusalem, membre de la commanderie de Féniers dont il ne subsiste aucun vestige.

## Camp militaire national de La Courtine
- 1901 : Création du camp ;
- 1914-1917 : Base arrière des armées, il est un grand centre d'instruction et de préparation pour le front ;
- 1917 : Désengagées pour cause d'instabilité politique, deux brigades russes séjournent à La Courtine, et se révoltent contre leurs officiers qu'ils renvoient. Pendant quatre mois, ils vont autogérer le camp jusqu'à ce que celui-ci soit pris d'assaut, après cinq jours de combats, et que les brigades soient dissoutes ;
- 1919-1939 : Les régiments des IX XII et XIII d'armée manœuvrent sur le camp, se préparant au second conflit mondial qui s'annonce ;
- 1940-1942 : Aux ordres du général Jean de Lattre de Tassigny, l'armée d'armistice vient régulièrement pour conserver les savoir-faire techniques et tactiques ;
- 1942-1944 : L'armée allemande s'installe ;
- 1945 : L'armée Anders (polonais) séjourne au camp quelques mois avant de rentrer au pays, pris en charge par l'armée britannique. Ils y auront été précédés par 6 000 soldats russes ex-prisonniers des allemands et libérés par les armées alliées, ravitaillés par une mission militaire américaine. Une épidémie de typhus se déclare dans le camp semant une vive panique au sein de l'armée américaine en Europe qui n'était pas vaccinée contre cette maladie. L'action rapide du médecin chef de l'hôpital du camp, le Docteur André Delevoy, sauvera la situation et lui vaudra la Médaille d'honneur des épidémies et la reconnaissance du Rockfeller Center de New York. En juin 2007 il sera décidé que le nouveau Centre Médical de Garnison portera son nom.
- 1959-1964 : la « période hollandaise » débute. Chaque année, durant six mois, le camp est occupé en totalité par les unités de ce pays[20] ;
- 1980 : Les « grands travaux » de réhabilitation de camp débutent pour donner au camp la physionomie qu'il a aujourd'hui ;
- 1984 : Le 35e groupement de camp reçoit la garde du drapeau du 20e R.I ;
- 2000 : Le 35e G.C / 20e R.I prend le nom de « groupement de camp de La Courtine » ;
- 2001 : Centenaire du camp.
- Premier camp national pour sa capacité d'hébergement de 4 000 hommes, et 5e pour sa superficie de 6 300 hectares, le camp est conçu pour le séjour de « grandes unités d'infanterie » totalement autonomes.
- La Courtine reçoit des unités de toute la France, mais aussi des écoles ; le camp accueille par exemple la formation militaire initiale des polytechniciens, des unités de gendarmerie, et même quelques unités étrangères (Belges, Britanniques, Néerlandais).

## Politique et administration

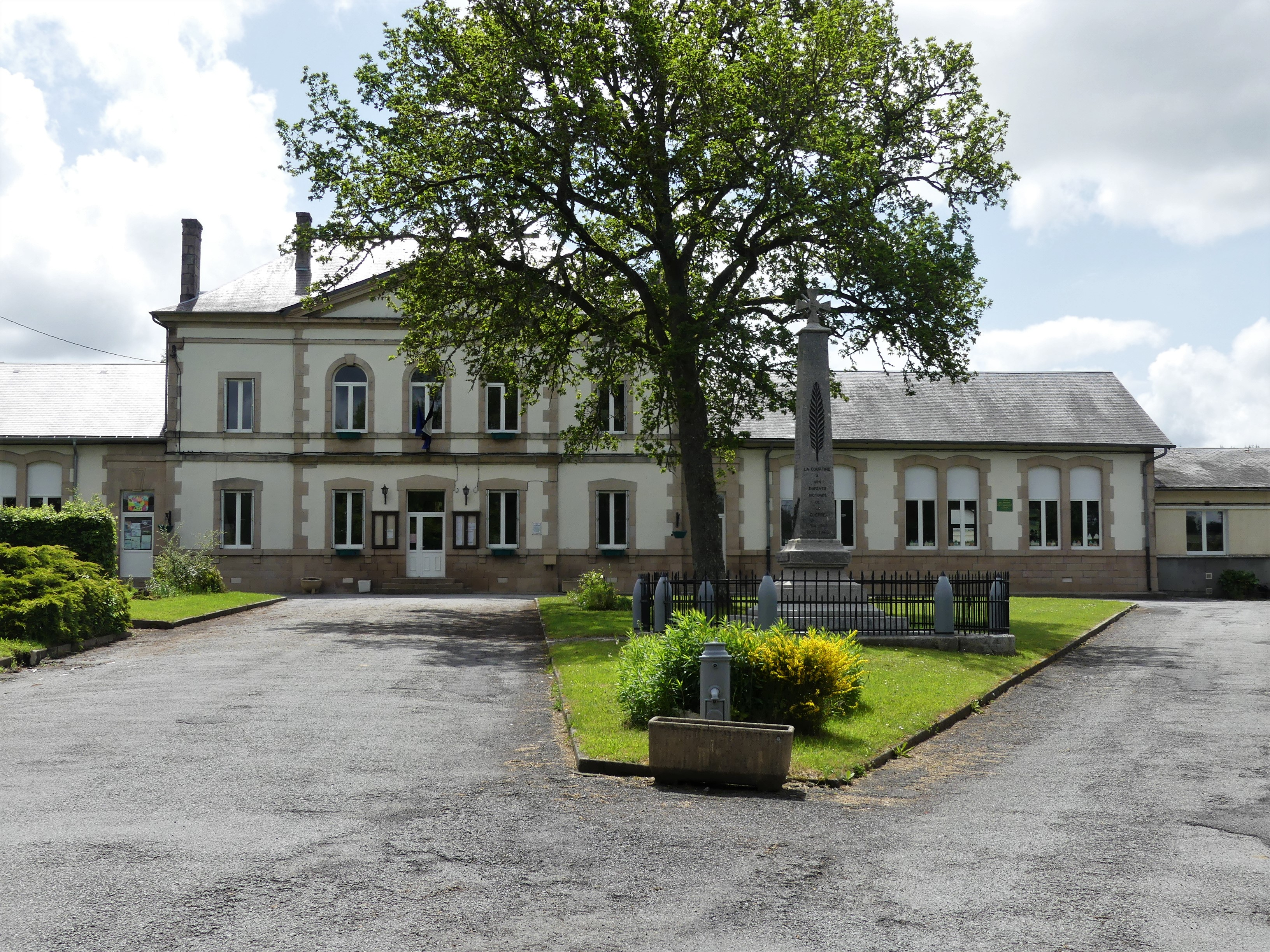
Mairie, école et monument aux morts récent.

| Période                                  | Période  | Identité                   | Étiquette | Qualité                                                                               |
| ---------------------------------------- | -------- | -------------------------- | --------- | ------------------------------------------------------------------------------------- |
| Les données manquantes sont à compléter. |          |                            |           |                                                                                       |
|                                          |          |                            |           |                                                                                       |
| 1940                                     | 1945     | M. Pressac                 |           | Président de la délégation spéciale à la suite de la dissolution du conseil municipal |
| 1945                                     | 1947     | Pierre Legathe (1883-1953) |           | Président de la délégation spéciale à la Libération                                   |
|                                          |          |                            |           |                                                                                       |
| mars 2001 (réélu en juillet 2020)        | En cours | Jean-Marc Michelon         | DVD       | Employé                                                                               |

## Démographie
L'évolution du nombre d'habitants est connue à travers les recensements de la population effectués dans la commune depuis 1793. Pour les communes de moins de 10 000 habitants, une enquête de recensement portant sur toute la population est réalisée tous les cinq ans, les populations de référence des années intermédiaires étant quant à elles estimées par interpolation ou extrapolation. Pour la commune, le premier recensement exhaustif entrant dans le cadre du nouveau dispositif a été réalisé en 2007.

En 2022, la commune comptait 737 habitants, en évolution de −0,41 % par rapport à 2016 (Creuse : −3,32 %, France hors Mayotte : +2,11 %).
| 1793 | 1800 | 1806 | 1821 | 1831 | 1836  | 1841  | 1846 | 1851 |
| ---- | ---- | ---- | ---- | ---- | ----- | ----- | ---- | ---- |
| 819  | 558  | 670  | 796  | 842  | 1 092 | 1 030 | 970  | 989  |

| 1856  | 1861  | 1866  | 1872  | 1876  | 1881  | 1886 | 1891  | 1896  |
| ----- | ----- | ----- | ----- | ----- | ----- | ---- | ----- | ----- |
| 1 037 | 1 028 | 1 034 | 1 029 | 1 010 | 1 028 | 978  | 1 080 | 1 033 |

| 1901  | 1906  | 1911  | 1921  | 1926  | 1931  | 1936  | 1946  | 1954  |
| ----- | ----- | ----- | ----- | ----- | ----- | ----- | ----- | ----- |
| 1 147 | 1 431 | 1 586 | 1 266 | 1 181 | 1 242 | 1 309 | 1 315 | 1 187 |

| 1962  | 1968  | 1975  | 1982 | 1990  | 1999 | 2006 | 2007 | 2012 |
| ----- | ----- | ----- | ---- | ----- | ---- | ---- | ---- | ---- |
| 1 151 | 1 233 | 1 164 | 986  | 1 057 | 971  | 928  | 890  | 715  |

| 2017 | 2022 | - | - | - | - | - | - | - |
| ---- | ---- | - | - | - | - | - | - | - |
| 769  | 737  | - | - | - | - | - | - | - |

## Vie locale

### Tourisme
La Courtine dispose de deux plans d'eau : l'étang de Grattadour (5 hectares) et celui de La Peyrousse (2 hectares).

Un centre équestre, des sentiers pédestres. Chasse et pêche en étangs.
Camping municipal.
- Syndicat d'initiative en saison.

### Événements
- Depuis 2005, La Courtine accueille la Baja de France au camp militaire et accueille aussi la campagne nationale de lancement de fusées pour les jeunes organisée par Planète Sciences.
- Exposition Art et Vie en juillet-août.
- Brocante de La Courtine le deuxième dimanche d'août.

## Culture locale et patrimoine

### Lieux et monuments
- Important camp militaire dans le Camp de La Courtine, depuis 1904.
- Maison du Souvenir.
- Église de l'Assomption-de-la-Très-Sainte-Vierge, ou de l'Assomption-de-la-Vierge[27] dont le portail du XIIIe siècle est celui de l'ancien couvent des Bénédictins[28]. Elle est inscrite à l'Inventaire général du patrimoine culturel[27].
- Église Sainte-Catherine, Sainte-Elisabeth de La Courtine. Elle est inscrite à l'Inventaire général du patrimoine culturel[29].
- Ruines de l'église Saint-Gilles au lieu-dit le Trucq[30]. Elle est inscrite à l'Inventaire général du patrimoine culturel[30].
- Ruines de l'église Saint-Denis au lieu-dit Saint-Denis[31]. Elle est inscrite à l'Inventaire général du patrimoine culturel[31].
- La Font Galand[Note 2]. Signalée comme commanderie sur la carte de Cassini, il n'en subsiste aucun vestige.

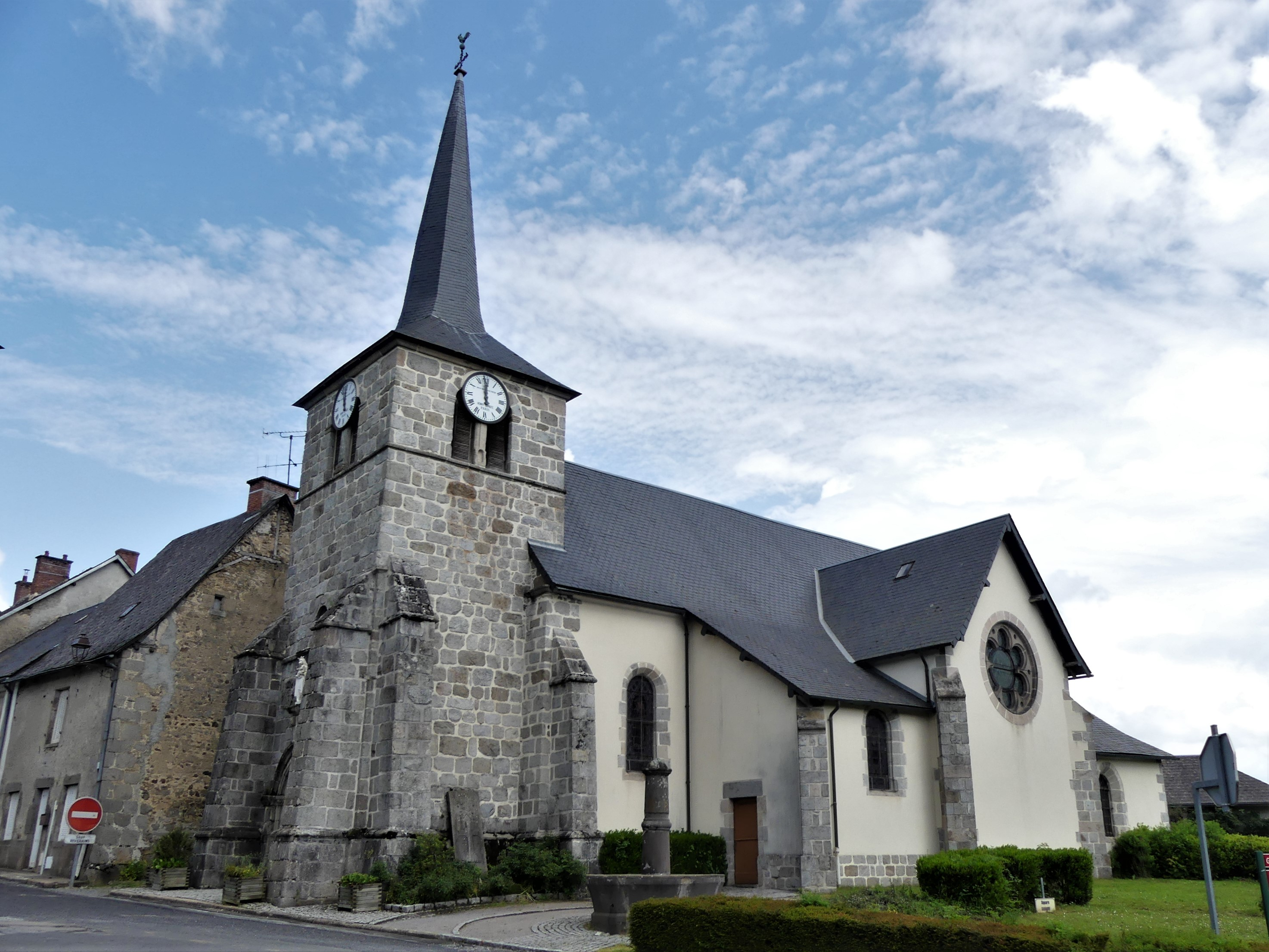
L'église de l'Assomption-de-la-Très-Sainte-Vierge.
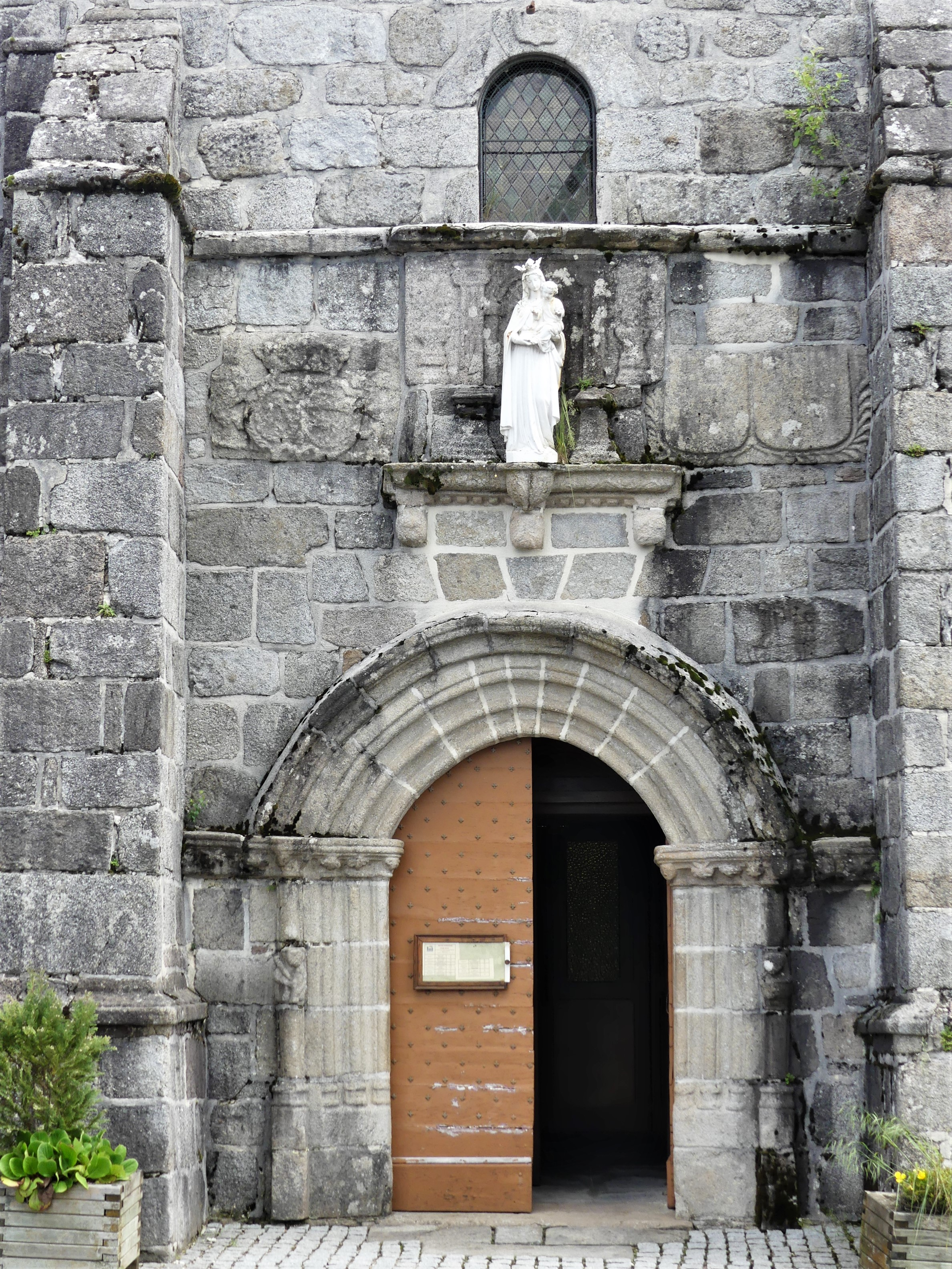
Son portail du XIIIe siècle.
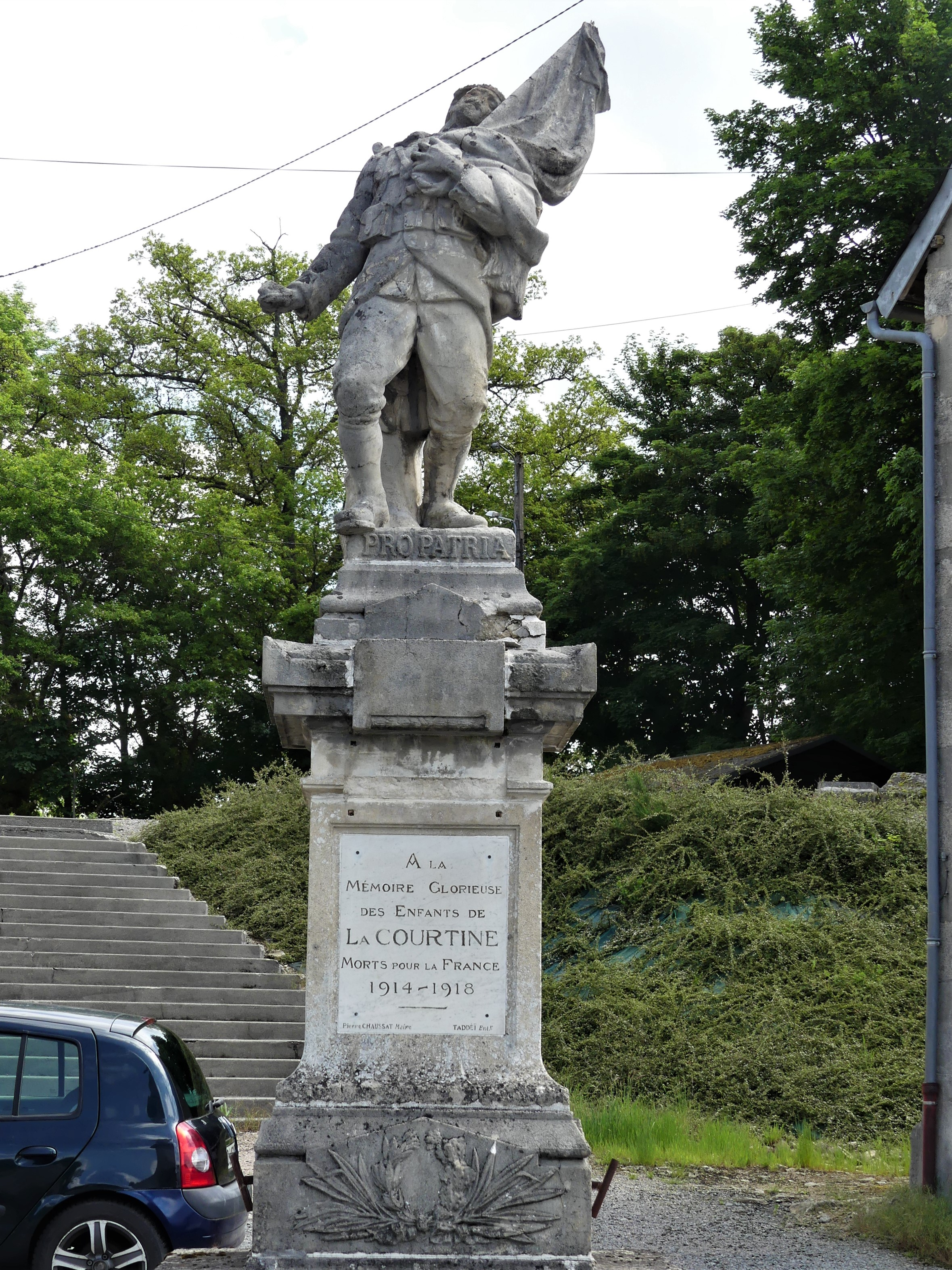
L'ancien monument aux morts.
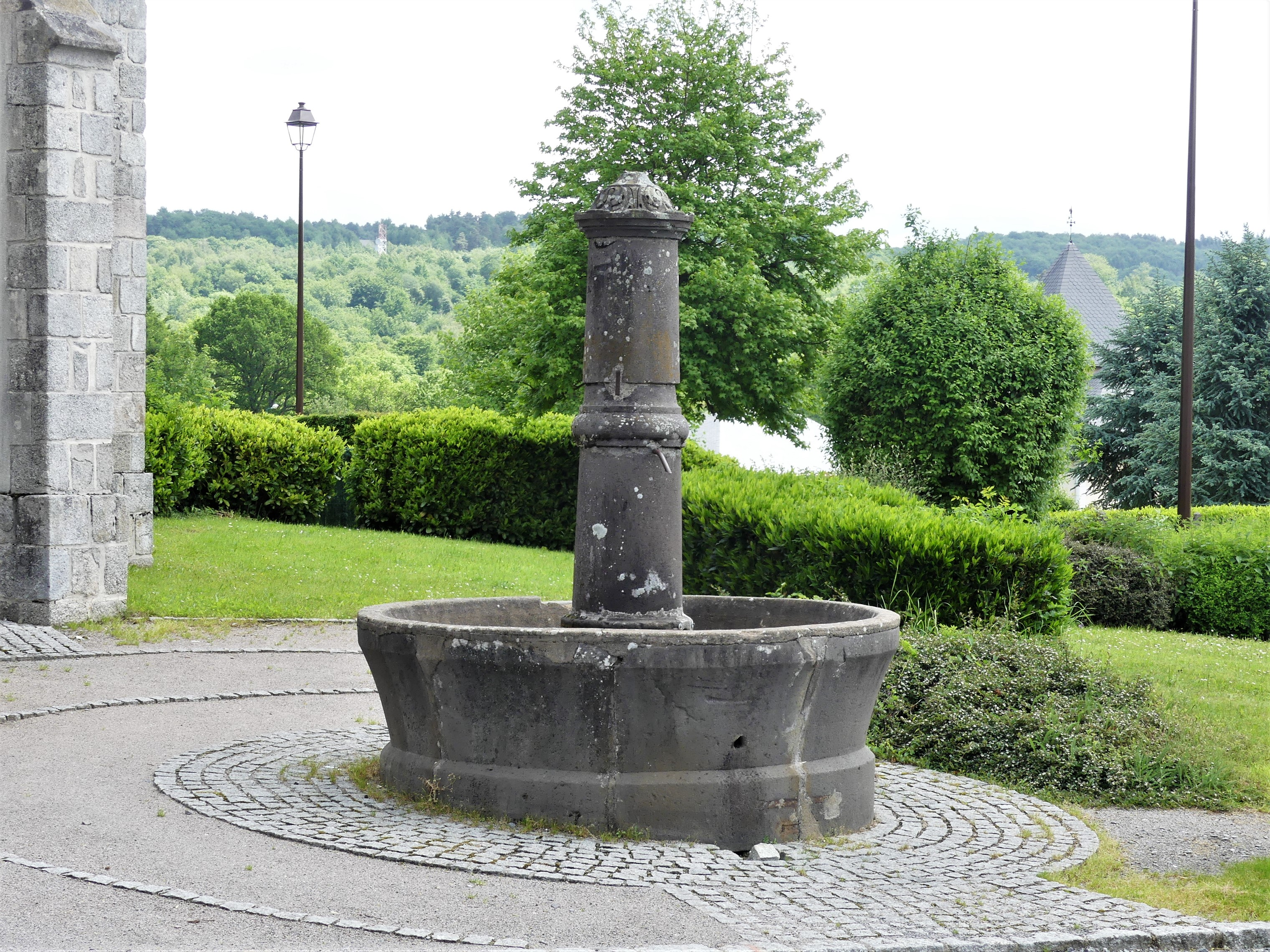
Fontaine à côté de l'église.
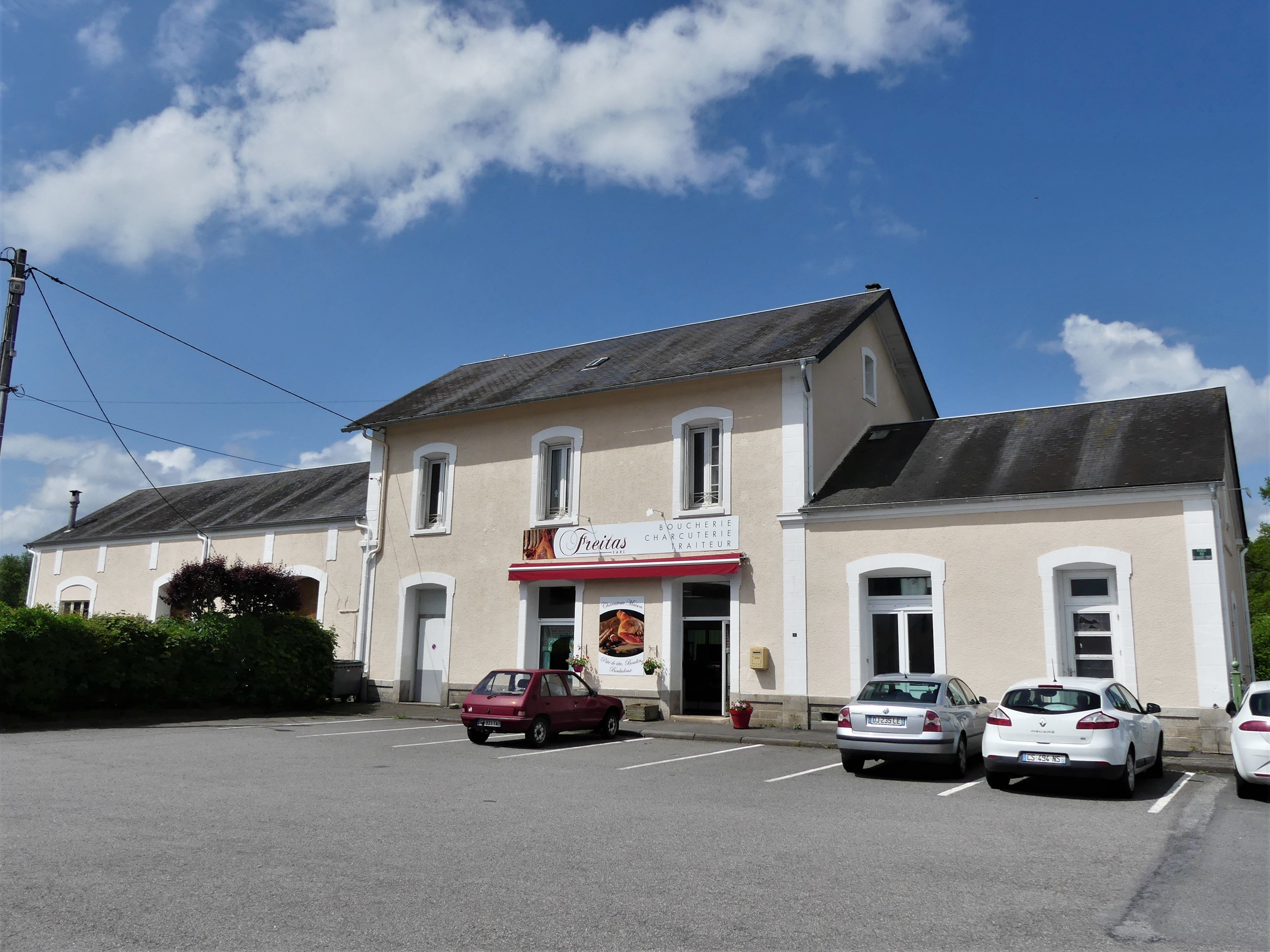
L'ancien bâtiment des voyageurs de la gare de La Courtine.

### Héraldique
| Blason de {{{commune}}} | Blason  | D'azur au château surmonté d'une grenade enflammée accostée de deux rameaux d'ajonc posés en chevron renversé, le tout d'or. |
| Blason de {{{commune}}} | Détails | Le statut officiel du blason reste à déterminer.                                                                             |